# Elisa Muri
Elisa Muri (* 10. Juni 1984 in Mailand) ist eine italienische Volleyballspielerin.

## Karriere
Muri begann ihre Karriere 1997 bei Foppapedretti Bergamo. Sie spielte anschließend in verschiedenen italienischen Vereinen. Mit Asystel Novara gewann sie 2006 den Top Teams Cup. Mit Scavolini Pesaro gewann sie 2008 den CEV-Pokal und wurde Italienischer Meister. Im August 2012 wechselte sie zum deutschen Bundesligisten SC Potsdam. 2014 ging Muri zurück nach Italien zu LJ Volley Modena. 2015 wechselte sie zu Omia Cisterna.